# This Is Acting
| Оценки критиков | Оценки критиков |
| Источник        | Оценка          |
| --------------- | --------------- |
| AllMusic        | [ 1 ]           |
| The A.V. Club   | B+              |
| Billboard       | [ 3 ]           |
| The Guardian    | [ 4 ]           |
| The Independent | [ 5 ]           |
| NME             | 4/5             |
| Rolling Stone   | [ 7 ]           |
| Slant Magazine  | [ 8 ]           |
| Spin            | 6/10            |

This Is Acting — седьмой студийный альбом австралийской певицы и автора-исполнителя Сии Ферлер, выпущенный 29 января 2016 года на лейблах Inertia, Monkey Puzzle Records, RCA Records. Соавтором лид-сингла «Alive» стала Адель, а среди продюсеров альбома Грег Кёрстин, Дипло, Джесси Шаткин и Канье Уэст. Делюксовое переиздание This Is Acting вышло 21 октября 2016 года с дополнением трёх новых треков: ремикс «Cheap Thrills», ремиксовую версию «Move Your Body», а также сольную и совместную с Кендриком Ламаром версии нового сингла «The Greatest».
Номинация на премию «Грэмми» за лучший вокальный поп-альбом.

## История
На волне успешного предыдущего шестого студийного альбома 1000 Forms of Fear уже в декабре 2014 года Сия поведала журналу Spin, что она полностью подготовила две новые записи. Она впервые уточнила детали нового альбома This Is Acting в интервью, данного ею журналу NME и опубликованному в феврале 2015 года. В этой статье она подтвердила, что работа над альбомом закончена и что его содержание более «попсовое», чем все её предыдущие работы.
Она также призналась, что успех 1000 Forms of Fear, особенно его сингла «Chandelier», воодушевил её на создание нового музыкального материала, и объявила название нового альбома: «Я назову его This Is Acting, поскольку там песни, написанные мною для других людей, поэтому не думаю, что 'это то, что я бы сказала'. Это больше похоже на игру, лицедейство. Это весело».
В апреле 2015 года во время онлайн-общения со своими фанами в чате Сия подтвердила, что альбом, вероятно, выйдет в начале 2016 года, но, возможно, и до конца 2015 года. В сентябре 2015 года Сиа подтвердила, что лид-сингл «Alive» выйдет месяц спустя и то, что он был первоначально написан для Adele; однако британская певица и соавтор отказалась от неё в последнюю минуту.
Альбом вышел 29 января 2016 года на лейблах Inertia, Monkey Puzzle Records и RCA Records. Диск дебютировал на позиции № 4 в американском хит-параде Billboard 200 с тиражом 81 000 альбомных эквивалентных единиц (68 000 истинных альбомных продаж), что стало рекордом в карьере певицы в США)
К 1 январю 2017 года было продано 904 000 альбомных эквивалентных единиц в США.
This Is Acting получил в целом положительные отзывы музыкальных критиков и интернет-изданий, например от таких, как Billboard, AllMusic, NME, The Independent, The Guardian, Rolling Stone, Slant Magazine, Spin, The A.V. Club.

## Живые выступления
7 ноября 2015 года Сия представила песни «Alive» и «Bird Set Free» в телешоу Saturday Night Live; эпизод был с участием Дональда Трампа, который объявил выступление певицы.
1 декабря 2015 года она исполнила «Alive» в шоу The Ellen DeGeneres Show и The Voice, а затем исполнила «Alive» в программе The X Factor в Великобритании (6 декабря).
11 декабря Сия появилась в The Graham Norton Show, где она спела «Alive» в маске.
27 января 2016 года Сия представила песню «Cheap Thrills» в шоу The Tonight Show Starring Jimmy Fallon.

## Список композиций
| №                   | Название              | Автор(ы)                                                                                                 | Продюсеры                                             | Длительность |
| ------------------- | --------------------- | --- | ----------------------------------------------------- | ------------ |
| 1.                  | «Bird Set Free»       | Sia Furler Greg Kurstin                                                                                  | Kurstin                                               | 4:12         |
| 2.                  | «Alive»               | Furler Adele Adkins Tobias Jesso Jr.                                                                     | Jesse Shatkin                                         | 4:23         |
| 3.                  | «One Million Bullets» | Furler Shatkin                                                                                           | Shatkin                                               | 4:10         |
| 4.                  | «Move Your Body»      | Furler Kurstin Kenan Williams                                                                            | Kurstin                                               | 4:07         |
| 5.                  | «Unstoppable»         | Furler Christopher Braide Kenan Williams                                                                 | Shatkin                                               | 3:37         |
| 6.                  | «Cheap Thrills»       | Furler Kurstin                                                                                           | Kurstin                                               | 3:30         |
| 7.                  | «Reaper»              | Furler Kanye West Noah Goldstein Charles Misodi Njapa Dom $olo                                           | West Goldstein 88-Keys Shatkin Dom $olo Jake Sinclair | 3:39         |
| 8.                  | «House on Fire»       | Furler Jack Antonoff                                                                                     | Shatkin Antonoff Sinclair [a]                         | 4:01         |
| 9.                  | «Footprints»          | Furler Tyler Williams Josh Valle Nikhil Seetharam                                                        | T-Minus Valle [a] Seetharam [a] Shatkin [a]           | 3:13         |
| 10.                 | «Sweet Design»        | Furler Kurstin Mark Andrews Robi Rosa Joseph Longo Tim Kelley Bob Robinson Desmond Child Marquis Collins | Kurstin                                               | 2:25         |
| 11.                 | «Broken Glass»        | Furler Jasper Leak Shatkin                                                                               | Shatkin                                               | 4:24         |
| 12.                 | «Space Between»       | Furler Braide                                                                                            | Cameron Deyell Braide [b]                             | 4:48         |
| Общая длительность: | Общая длительность:   | Общая длительность:                                                                                      | Общая длительность:                                   | 46:29        |

| №                   | Название                                | Автор(ы)            | Продюсеры           | Длительность |
| ------------------- | --------------------------------------- | ------------------- | ------------------- | ------------ |
| 13.                 | «Cheap Thrills» (при участии Sean Paul) | Furler Paul Kurstin | Kurstin             | 3:45         |
| Общая длительность: | Общая длительность:                     | Общая длительность: | Общая длительность: | 50:14        |

| №                   | Название                     | Автор(ы)            | Продюсеры           | Длительность |
| ------------------- | ---------------------------- | ------------------- | ------------------- | ------------ |
| 13.                 | «First Fighting a Sandstorm» | Furler Shatkin      | Shatkin             | 3:48         |
| 14.                 | «Summer Rain»                | Furler Shatkin      | Shatkin             | 3:35         |
| Общая длительность: | Общая длительность:          | Общая длительность: | Общая длительность: | 53:52        |

| №                   | Название                                    | Автор(ы)            | Продюсеры           | Длительность |
| ------------------- | ------------------------------------------- | ------------------- | ------------------- | ------------ |
| 13.                 | «Cheap Thrills» (при участии Sean Paul)     | Furler Paul Kurstin | Kurstin             | 3:44         |
| 14.                 | «The Greatest» (при участии Kendrick Lamar) | Furler Kurstin      | Kurstin             | 3:30         |
| Общая длительность: | Общая длительность:                         | Общая длительность: | Общая длительность: | 53:43        |

| №                   | Название                | Автор(ы)                | Продюсеры           | Длительность |
| ------------------- | ----------------------- | ----------------------- | ------------------- | ------------ |
| 13.                 | «Alive» (AFSHeeN Remix) | Furler Adkins Jesso Jr. | Shatkin             | 3:18         |
| 14.                 | «Alive» (Boehm Remix)   | Furler Adkins Jesso Jr. | Shatkin             | 3:52         |
| 15.                 | «Alive» (Cahill Mix)    | Furler Adkins Jesso Jr. | Shatkin             | 4:20         |
| Общая длительность: | Общая длительность:     | Общая длительность:     | Общая длительность: | 57:59        |

| №   | Название                                    | Автор(ы)               | Продюсеры          | Длительность |
| --- | ------------------------------------------- | ---------------------- | ------------------ | ------------ |
| 13. | «Cheap Thrills» (при участии Sean Paul)     | Furler Paul Kurstin    | Kurstin            | 3:44         |
| 14. | «The Greatest» (при участии Kendrick Lamar) | Furler Kurstin         | Kurstin            | 3:30         |
| 15. | «Confetti»                                  | Furler Braide          |                    |              |
| 16. | «Move Your Body» (Алан Уокер, ремикс)       | Furler Kurstin Møldrup | Kurstin Walker [c] |              |
| 17. | «Midnight Decisions»                        |                        |                    |              |
| 18. | «Jesus Wept»                                |                        |                    |              |
| 19. | «The Greatest»                              | Furler Kurstin         | Kurstin            | 3:30         |

Примечания
- [a] — дополнительный продюсер
- [b] — продюсер по вокалу
- [c] — ремиксер

## Чарты
| Чарт (2016)                           | Высшая позиция |
| ------------------------------------- | -------------- |
| Argentine Monthly Albums (CAPIF)      | 4              |
| Австралия (ARIA)                      | 1              |
| Австрия (Ö3 Austria)                  | 9              |
| Бельгия/Фландрия (Ultratop)           | 11             |
| Бельгия/Валлония (Ultratop)           | 4              |
| Канада (Canadian Albums Chart)        | 3              |
| Croatian Albums (Toplista)            | 35             |
| Чехия (ČNS IFPI)                      | 14             |
| Дания (Hitlisten) ·                   | 15             |
| Нидерланды (Album Top 100)            | 9              |
| Финляндия (Suomen virallinen lista)   | 8              |
| Франция (SNEP)                        | 2              |
| Германия (Offizielle Top 100)         | 14             |
| Greek Albums (IFPI)                   | 14             |
| Венгрия (MAHASZ)                      | 35             |
| Ирландия (IRMA)                       | 5              |
| Италия (Classifica album)             | 13             |
| Япония (Oricon)                       | 30             |
| Mexican Albums (AMPROFON)             | 45             |
| Новая Зеландия (RMNZ)                 | 5              |
| Norwegian Albums (VG-lista)           | 1              |
| Польша (ZPAV)                         | 7              |
| Португалия (AFP)                      | 13             |
| Russian Albums (Russian Music Charts) | 1              |
| Шотландия (Scottish Albums Chart)     | 2              |
| Испания (PROMUSICAE)                  | 4              |
| Швеция (Sverigetopplistan)            | 10             |
| Швейцария (Schweizer Hitparade)       | 3              |
| Swiss Albums (Romandie)               | 1              |
| Taiwanese Albums (Five Music)         | 4              |
| Великобритания (UK Albums Chart)      | 3              |
| США (Billboard 200)                   | 4              |
| США (Billboard Digital Albums)        | 3              |

## Сертификации
| Регион | Сертификация  | Продажи   |
| --- | ------------- | --------- |
| Австралия (ARIA) | Золотой       | 35 000^   |
| Канада (Music Canada) | Золотой       | 40 000^   |
| Дания (IFPI Danmark) | Золотой       | 10,000^   |
| Франция (SNEP) | Платиновый    | 100,000*  |
| Германия (BVMI) | Золотой       | 100 000   |
| Польша (ZPAV) | 2× Платиновый | 40 000    |
| Великобритания (BPI) | Платиновый    | 300 000   |
| США (RIAA) | Платиновый    | 1 000 000 |
| * Данные о продажах приведены только на основе сертификации. ^ Данные о тиражах приведены только на основе сертификации. |               |           |